# Whitegate and Marton
Whitegate and Marton est une paroisse civile du Cheshire, en Angleterre.